# Ethmia euphoria
Ethmia euphoria is een vlinder uit de familie van de grasmineermotten (Elachistidae). De wetenschappelijke naam van de vlinder is voor het eerst geldig gepubliceerd door A. Kun in 2007.
De vlinder heeft een spanwijdte van 27 tot 30 millimeter. De soort komt voor in het Pontisch gebergte en de Kaukasus.